# Durance-Luberon-Verdon Agglomération
La communauté d'agglomération Durance-Luberon-Verdon Agglomération (DLVAgglo) est une communauté d'agglomération française créée le 16 novembre 2012 et a pris effet le 1er janvier 2013, située dans les départements des Alpes-de-Haute-Provence et du Var, en région Provence-Alpes-Côte d'Azur.
Elle est l'une des deux communauté d'agglomération des Alpes-de-Haute-Provence.

## Historique
Le premier projet de schéma départemental de coopération intercommunale des Alpes-de-Haute-Provence, présenté le 21 avril 2011, prévoyait la création d'une communauté d'agglomération regroupant vingt-sept communes. Toutefois, un amendement a été porté au vote à la suite des réunions de la commission départementale de coopération intercommunale des 18 et 28 novembre 2011, concernant le retrait de la commune de Sainte-Croix-du-Verdon, rejoignant le pôle dignois. À l'issue de l'adoption du SDCI le 12 décembre 2011, deux communes isolées (Riez et Roumoules) intègrent la nouvelle structure intercommunale.
La communauté d'agglomération est créée le 16 octobre 2012 et a pris effet le 1er janvier 2013 avec la fusion de trois communautés de communes (Luberon Durance Verdon, Intercommunalité du Luberon Oriental, Sud 04) et l'intégration des communes de Riez et Roumoules.
La loi no 2015-991 du 7 août 2015 portant nouvelle organisation territoriale de la République, dite « loi NOTRe », impose aux établissements publics de coopération intercommunale à fiscalité propre une population supérieure à 15 000 habitants, avec des dérogations, sans pour autant descendre en dessous de 5 000 habitants. Le SDCI, présenté le 12 octobre 2015, prévoyait le maintien de la communauté d'agglomération en l'état. Deux amendements ont été portés sur ce pôle à la suite de la réunion de la commission départementale de coopération intercommunale du 21 mars 2016

## Territoire communautaire

### Géographie
La communauté d'agglomération est située au sud du département des Alpes-de-Haute-Provence, dans l'arrondissement de Forcalquier, hormis la commune de Vinon-sur-Verdon, qui dépend du département du Var, et de l'Arrondissement de Brignoles.

### Composition
La communauté d'agglomération est composée des 25 communes suivantes :

| Nom                     | Code Insee | Gentilé          | Superficie (km2) | Population (dernière pop. légale) | Densité (hab./km2) |
| ----------------------- | ---------- | ---------------- | ---------------- | --------------------------------- | ------------------ |
| Manosque (siège)        | 04112      | Manosquins       | 56,73            | 22 807 (2022)                     | 402                |
| Allemagne-en-Provence   | 04004      | Allemagniens     | 32,99            | 539 (2022)                        | 16                 |
| La Brillanne            | 04034      | Brillannais      | 7,22             | 1 114 (2022)                      | 154                |
| Brunet                  | 04035      | Brunetois        | 28,47            | 293 (2022)                        | 10                 |
| Le Castellet            | 04041      | Castellans       | 18,87            | 300 (2022)                        | 16                 |
| Corbières-en-Provence   | 04063      | Corbiérais       | 19,06            | 1 285 (2022)                      | 67                 |
| Entrevennes             | 04077      | Entrevennois     | 29,81            | 169 (2022)                        | 5,7                |
| Esparron-de-Verdon      | 04081      | Esparronnais     | 34,2             | 382 (2022)                        | 11                 |
| Gréoux-les-Bains        | 04094      | Gryséliens       | 69,46            | 3 088 (2022)                      | 44                 |
| Montagnac-Montpezat     | 04124      | Montagnacais     | 34,18            | 405 (2022)                        | 12                 |
| Montfuron               | 04128      | Montfuronnais    | 18,88            | 220 (2022)                        | 12                 |
| Oraison                 | 04143      | Oraisonnais      | 38,42            | 6 042 (2022)                      | 157                |
| Pierrevert              | 04152      | Pierreverdants   | 27,9             | 3 943 (2022)                      | 141                |
| Puimichel               | 04156      | Puimicheliens    | 36,81            | 254 (2022)                        | 6,9                |
| Puimoisson              | 04157      | Puimoissonnais   | 35,44            | 666 (2022)                        | 19                 |
| Quinson                 | 04158      | Quinsonnais      | 28,11            | 388 (2022)                        | 14                 |
| Riez                    | 04166      | Réiens           | 40               | 1 625 (2022)                      | 41                 |
| Roumoules               | 04172      | Roumoulins       | 26,04            | 732 (2022)                        | 28                 |
| Saint-Laurent-du-Verdon | 04186      | Saint-Laurennais | 8,89             | 89 (2022)                         | 10                 |
| Saint-Martin-de-Brômes  | 04189      | Saint-Martinômes | 21,09            | 632 (2022)                        | 30                 |
| Sainte-Tulle            | 04197      | Tullésains       | 17,07            | 3 530 (2022)                      | 207                |
| Valensole               | 04230      | Valensolais      | 127,77           | 3 151 (2022)                      | 25                 |
| Villeneuve              | 04242      | Villeneuvois     | 25,55            | 4 386 (2022)                      | 172                |
| Vinon-sur-Verdon        | 83150      | Vinonnais        | 36               | 4 387 (2022)                      | 122                |
| Volx                    | 04245      | Volxiens         | 19,52            | 3 227 (2022)                      | 165                |

### Démographie
| 1968   | 1975   | 1982   | 1990   | 1999   | 2009   | 2014   | 2020   |
| ------ | ------ | ------ | ------ | ------ | ------ | ------ | ------ |
| 34 808 | 39 173 | 42 620 | 46 633 | 50 183 | 59 244 | 61 178 | 63 316 |

## Administration

### Siège

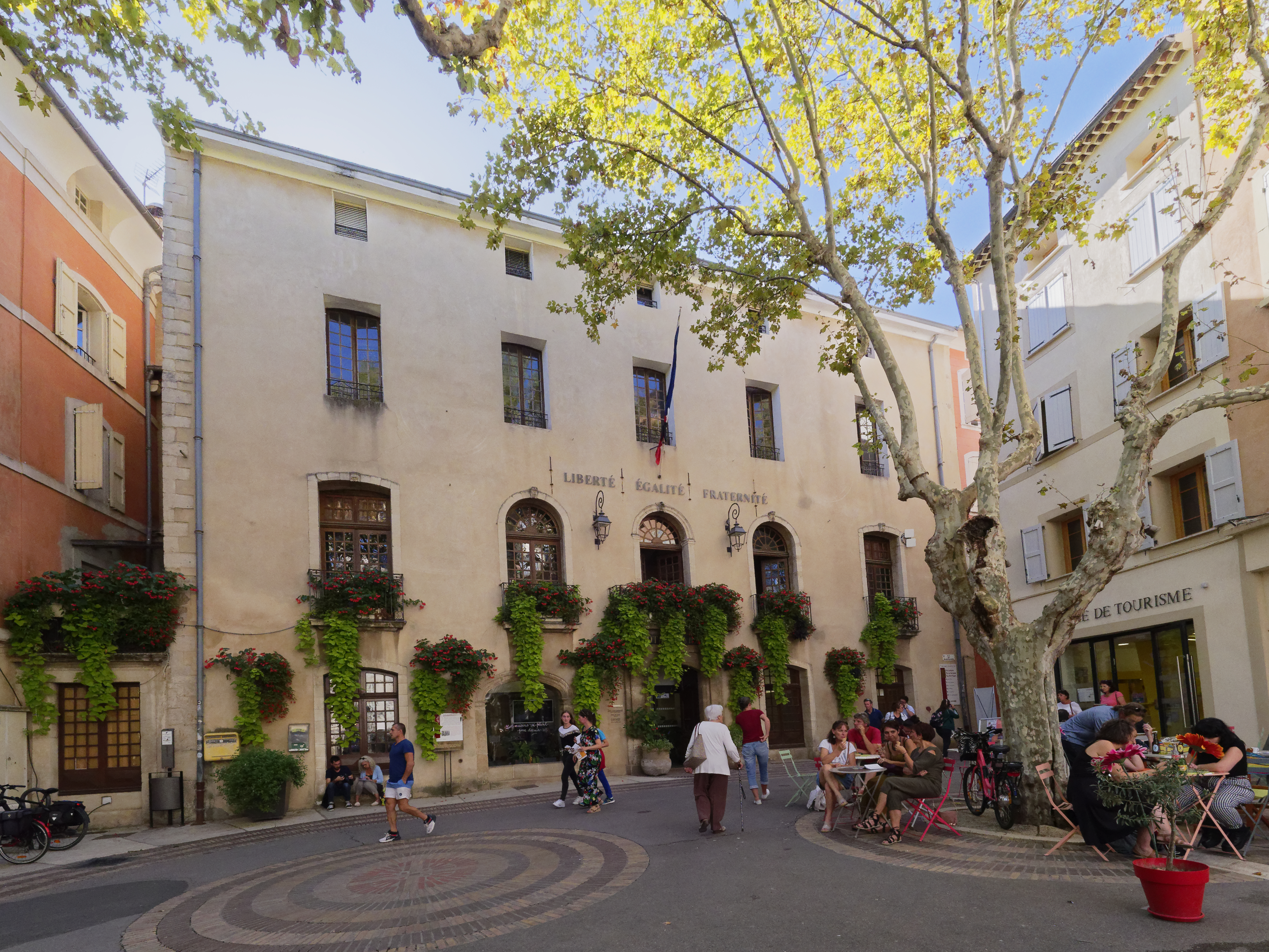
Hôtel de ville de Manosque, siège de la DLVAgglo.

Le siège de la communauté d'agglomération est situé à Manosque.

### Les élus
Le conseil communautaire de la communauté d'agglomération se compose de 60 conseillers, élus pour une durée de six ans.
Ils sont répartis comme suit :
| Nombre de conseillers | Communes                                                          |
| --------------------- | ----------------------------------------------------------------- |
| 20                    | Manosque                                                          |
| 5                     | Oraison                                                           |
| 3                     | Pierrevert, Sainte-Tulle, Valensole, Villeneuve, Vinon-sur-Verdon |
| 2                     | Gréoux-les-Bains, Volx                                            |
| 1 (+ 1 suppléant)     | les 16 autres communes                                            |

### Présidence
| Période                                  | Période           | Identité                  | Étiquette | Qualité |
| ---------------------------------------- | ----------------- | ------------------------- | --------- | --- |
| 8 janvier 2013                           | 9 juillet 2020    | Bernard Jeammet-Péralta   | LR        | Maire de Manosque (2001 → 2020) |
| 9 juillet 2020                           | 23 août 2023      | Jean-Christophe Petrigny, | PS        | Maire (2007 → 2020), puis 1er adjoint (2020 → ) de Saint-Martin-de-Brômes Conseiller départemental du canton de Valensole (2015 → 2021) Démission pour raisons de santé |
| 23 août 2023                             | 12 septembre 2023 | Pascal Antiq (intérim)    | LR        | Conseiller municipal de Manosque |
| 12 septembre 2023                        | En cours          | Camille Galtier           | Ex-LR     | Maire de Manosque (2020 →) Conseiller départemental du canton de Manosque-2 (2021 →)                                                                                    |
| Les données manquantes sont à compléter. |                   |                           |           | |

### Vice-présidents[11]
|     | Délégation | Identité           | Qualité                                                                         |
| --- | --- | ------------------ | ------------------------------------------------------------------------------- |
| 1re | Environnement, Relations institutionnelles et Centre aqualudique | Vincent Allevard   | 1er Adjoint au maire d'Oraison                                                  |
| 2e  | Bâtiments communautaires, Éclairage public, Système d'information territorial, Relations aux communes et Ruralité                                                                             | Jean-Claude Castel | Maire de Corbières-en-Provence Conseiller départemental du Canton de Manosque-3 |
| 3e  | Développement économique (Hors TPE-TPI), Territoires d'Industrie, Gestion des parcs d'activités, Marchés publics, Présidence des commissions et Secrétariat Général - Juridique et Assurances | Pascal Antiq       | Conseiller municipal de Manosque                                                |
| 4e  | Tourisme | Paul Audan         | Maire de Gréoux-les-Bains                                                       |
| 5e  | Ressources Humaines et Finances | Gérard Aurric      | Maire de Valensole                                                              |
| 6e  | Politique de l'eau, Eau et assainissement et GEPU | Serge Faudrin      | Maire de Villeneuve                                                             |
| 7e  | Développement culturel | Sandra Faure       | Conseillère municipale de Manosque                                              |
| 8e  | Aménagement du Territoire, Mobilités douces et Transition Énergétique | Jérôme Dubois      | Maire de Volx                                                                   |
| 9e  | Politique de la ville et Gens du voyage | Caroline Paolasso  | Conseillère municipale de Manosque                                              |
| 10e | Pacte fiscal et financier - CLECT et Projet du Centre Regain / Eco-Campus | Jean-Luc Queiras   | Maire de Sainte-Tulle                                                           |
| 11e | Transport et Numérique | Laurent Garcia     | Conseiller municipal de Manosque                                                |
| 12e | Projet de territoire et TPE-TPI | Alex Pianetti      | Maire d'Allemagne-en-Provence                                                   |
| 13e | Prévention de la délinquance, Citoyenneté, Démocratie participative et Santé | Lise Raoult        | Conseillère municipale de Manosque                                              |
| 14e | Agriculture, Plan Massif, Optimisation des moyens matériels roulants, Plan Intercommunal de Sauvegarde et Parcs Naturels                                                                      | Gilles Mégis       | Maire de Roumoules                                                              |
| 15e | Équilibre social de l'Habitat | Claude Cheilan     | Maire de Vinon-sur-Verdon                                                       |

### Compétences
Le champ d'intervention de l'intercommunalité est structuré par trois catégories de compétences:
Les compétences obligatoires
- Le développement économique
- L'aménagement du territoire
- L'équilibre social de l'habitat
- La politique de la ville

Les compétences optionnelles
- La voirie d'intérêt communautaire
- L'assainissement
- L'eau potable
- L'environnement
- La construction, l'aménagement, l'entretien et la gestion d'équipements culturels et sportifs d'intérêt communautaire

Les compétences facultatives
- Le tourisme
- L'éclairage public
- Les massifs forestiers et les rivières
- L'agenda 21
- L'enfance et la jeunesse
- L'éducation
- Le Système d'Information Géographique

#### Le Schéma d'aménagement et de gestion des eaux du bassin versant du Verdon
Le projet de Schéma d'aménagement et de gestion des eaux (S.A.E.G.E.) du bassin versant du Verdon a été validé par la Commission Locale de l'Eau, le 13 septembre 2012.
L'hydrographie du parc naturel s'inscrit dans l'hydrographie d'ensemble du vaste bassin supérieur du Verdon, ce qui explique les mesures prises globalement pour la préservation des ressources en eau et du milieu naturel aquatique.
La commission locale de l'eau a validé 5 enjeux à traiter dans le "S.A.G.E. du Verdon" du département des Alpes-Maritimes faisant partie du périmètre du "S.A.G.E. du Verdon".
- Le bon fonctionnement des cours d'eau,
- La préservation du patrimoine naturel lié à l'eau,
- La gestion équilibrée et durable de la ressource,
- La préservation de la qualité des eaux,
- La conciliation des usages et la préservation des milieux.

### Transports

Logo du réseau Trans'agglo

L'agglomération gère :
- le réseau de bus Trans'Agglo, depuis le 1er septembre 2015[Off 2] ;

### Budget et fiscalité
- Total des produits de fonctionnement : 16 706 000 €uros, soit 464 €uros par habitant
- Total des ressources d’investissement : 4 028 000 €uros, soit 112 €uros par habitant
- Endettement : 5 518 000 €, soit 153 € par habitant[19].

## Ancien logo

De 2013 à 2021